# Charles Panzéra
Charles Auguste Louis Panzéra (Genève, 16 februari 1896 - Parijs, 6 juni 1976) was een Zwitsers opera- en concertbariton.

## Biografie
Panzéra studeerde aan het Conservatorium van Parijs onder leiding van Amédée-Louis Hettich, wat onderbroken werd door zijn vrijwilligerswerk in het Franse leger tijdens de Eerste Wereldoorlog. Ondanks dat hij tweemaal gewond raakte, slaagde hij er in om de opleiding af te ronden en maakte hij zijn operadebuut als Albert in Massenets Werther in de Opéra-Comique in 1919. Hij bleef drie seizoenen bij  Opéra-Comique en blonk uit in verschillende rollen, met name Jahel in Lalo 's Le roi d'Ys, Lescaut in Massenet's Manon en, het meest permanent, Debussy's Pelléas. Hij zou dit deel tot 1930 talloze keren in verschillende landen zingen.
Tijdens zijn studie aan het conservatorium ontmoette hij zowel de toenmalige directeur van het conservatorium, Gabriel Fauré, die hem oriënteerde op de interpretatie van vocale kamermuziekwerken, alsmede pianiste Magdeleine Baillot, een medestudente, die zijn echtgenote en levenslange begeleider zou worden.
Fauré wijdde zijn liederencyclus, L'horizon chimérique, gecomponeerd in de herfst van 1921, aan Panzéra. De vertolking van de nieuwe partituur door de jonge bariton tijdens een concert van de Société Nationale de Musique, op 13 mei 1922 was een doorslaand succes en maakte Panzéras naam.
Panzéras prachtige, warme en expressieve instrument, een prachtige lyrische bariton, was perfect thuis in de subtiele wereld van het kunstlied.  Hij werd een wereldberoemde vertolker van de melodie en het lied, en toerde bijna veertig jaar lang intensief. Gedurende zijn carrière werkte Panzéra persoonlijk met, en zong hij de premières van werken van Gabriel  Fauré, Vincent d'Indy, Albert Roussel, Guy Ropartz, Arthur Honegger, Darius Milhaud en vele anderen.
In 1949 werd Panzéra benoemd als professor aan het Conservatorium van Parijs, waar hij deze functie tot 1966 bekleedde. Hij doceerde eveneens zang aan de École Normale de Musique de Paris. Onder zijn leerlingen bevonden zich onder anderen componist Gabriel Cusson, musicoloog Alain Daniélou, opera zanger Pierre Mollet en sopraan Caroline Dumas.

## Albums
- Fauré: La bonne chanson - Schumann: Les amours du poète (1962)
- Charles Munch Arthur Honegger vous parle et présente son œuvre (1957)

- Bibsys: 9059635
- Biblioteca Nacional de España: XX5769831
- Bibliothèque nationale de France: cb13898222m (data)
- CiNii: DA12306711
- Gemeinsame Normdatei: 134479777
- International Standard Name Identifier: 0000 0000 8413 4970
- Library of Congress Control Number: n83172188
- MusicBrainz: 6012dfae-6618-43b9-a02f-d5920c9122df
- Nationale Bibliotheek van Tsjechië: xx0177459
- Nederlandse Thesaurus van Auteursnamen: 074368672
- SNAC: w6w78nvd
- Système universitaire de documentation: 129989932
- Virtual International Authority File: 116740162
- WorldCat: E39PBJkp8BpcVpKQVGMwXyqJDq